# Yukarımahmutlar, Kırıkkale
Yukarımahmutlar là một xã thuộc thành phố Kırıkkale, tỉnh Kırıkkale, Thổ Nhĩ Kỳ. Dân số thời điểm năm 2010 là 539 người.